# Asperula fedtschenkoi
Asperula fedtschenkoi är en måreväxtart som beskrevs av Pavel Nikolaevich Ovczinnikov och Tschernov. Asperula fedtschenkoi ingår i släktet färgmåror, och familjen måreväxter. Inga underarter finns listade i Catalogue of Life.